# دهستان بسطاملو
دهستان بسطاملو یکی از دهستان‌های استان آذربایجان شرقی است که در بخش مرکزی شهرستان خداآفرین واقع شده‌است.